# Catedral del Sagrado Corazón (Dodge City)
La Catedral del Sagrado Corazón o simplemente Antigua Catedral de Dodge City (en inglés: Sacred Heart Cathedral) Es la antigua catedral de la Diócesis de Dodge City, Kansas, Estados Unidos.
La parroquia sagrada del corazón fue establecida en 1883. Ralph Adams Cram diseñó la iglesia actual, que fue construida en los estilos arquitectónicos combinados del renacimiento de la misión y del renacimiento colonial español en 1916. La vieja iglesia fue remodelada en un edificio de una escuela y la escuela del Sagrado Corazón fue abierta en septiembre del mismo año. A medida que aumentaban las inscripciones escolares, se hicieron adiciones al edificio en 1929, 1949 y 1954. El 19 de mayo de 1951, el Papa Pío XII estableció la Diócesis de Dodge City y la Iglesia del Sagrado Corazón se convirtió en la catedral. La catedral fue colocada en el registro nacional de lugares históricos en 1983. El 9 de diciembre de 2001, las parroquias del Sagrado Corazón y de Nuestra Señora de Guadalupe en Dodge City se fusionaron para formar la Catedral de Nuestra Señora de Guadalupe. La Catedral del Sagrado Corazón fue retenida y utilizada como parte de las instalaciones escolares.

## Véase también

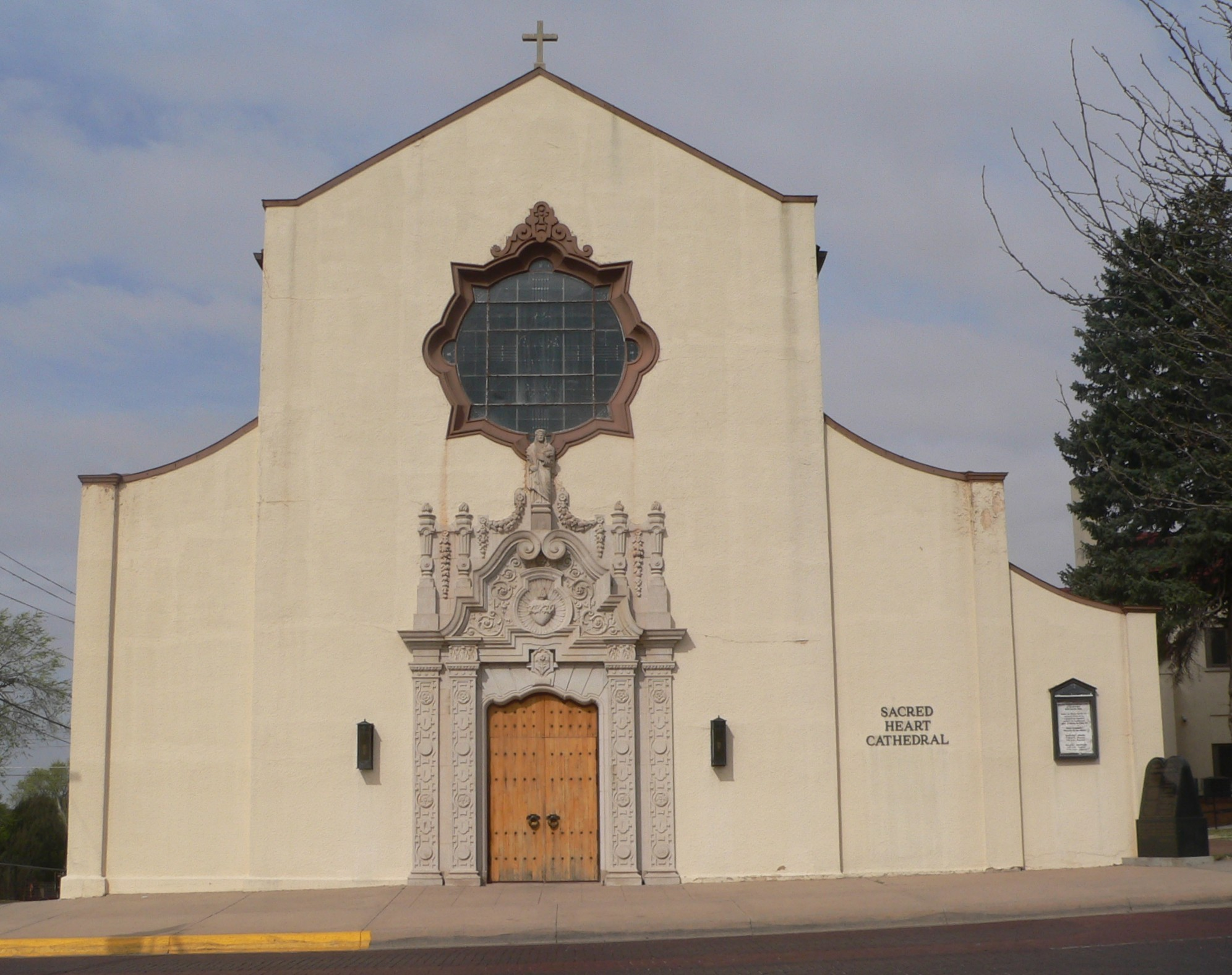
Vista de la fachada